# Léonard Daghelinckx
Léonard Daghelinckx (Anversa, 10 aprile 1900 – Anversa, 3 marzo 1986) è stato un pistard belga.

## Palmarès

### Olimpiadi
- Bronzo a Parigi 1924 nell'inseguimento a squadre.